# Липтовски Петер (район Липтовски-Микулаш)
Липтовски Петер (словац. Liptovský Peter, венг. Szentpéter) — деревня и община района Липтовски-Микулаш, Жилинского края Словакия.

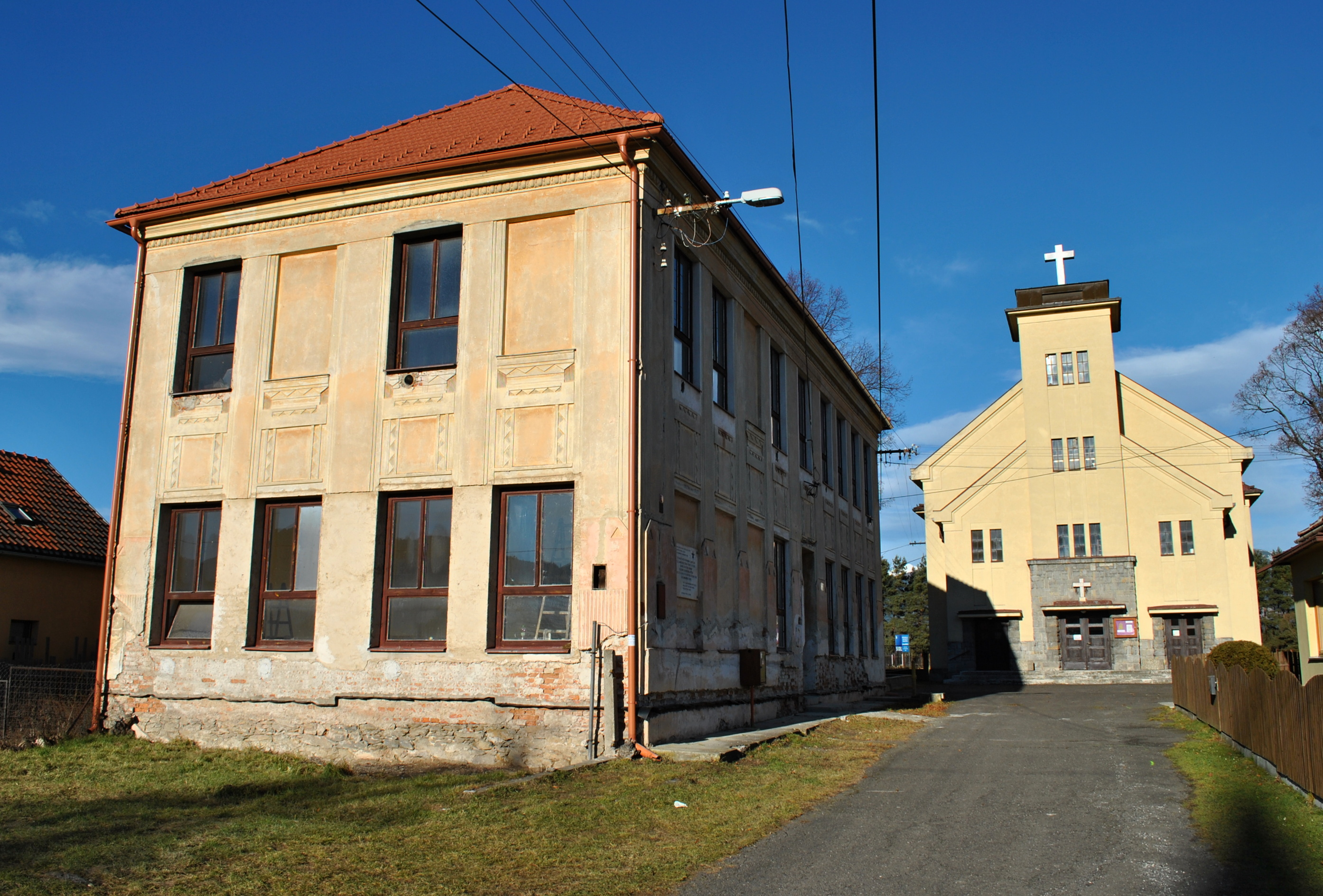
Школа и евангелический костёл

Расположена в восточной части исторической области Словакии — Липтов на севере Словакии у подножья Низких Татр на высоте — 681 м. н. м. Находится в 2 км от г. Липтовски-Градок и 13 км от административного центра района г. Липтовски-Микулаш.
Кадастровая площадь общины — 6,12 км².

## Население
| Год:                | 1994 | 2004    | 2014    | 2024    |
| ------------------- | ---- | ------- | ------- | ------- |
| Количество человек: | 1389 | 1361    | 1370    | 1265    |
| Разница:            |      | −2,01 % | +0,66 % | −7,66 % |

Население — 1 302 человека (на 31 декабря 2022 года). Плотность — 212,75 чел/км².

## История
Липтовский Петер впервые упоминается в 1286 году. После 1363 года деревня превратилась в торговый город, но вскоре вновь в простую деревню. В 1709 году городок был полностью разрушен во время восстания Ракоци. До 1918 года принадлежала Венгерскому королевству, затем перешла к Чехословакии, сегодня — в составе Словакии. Во время Второй мировой войны жители приняли активное участие в Словацком национальном восстании.
До 1946 года носила название Святой Петер («Svätý Peter», в 1946—1960 годах Липтовски Святой Петер («Liptovský Svätý Peter»). С 1971 по 1992 год входила в состав города Липтовски-Градок.

## Известные уроженцы
- Реискуп, Цтибор (1929—1963) — гребец, выступавший за сборную Чехословакии по академической гребле в 1950-х годах. Чемпион Европы, победитель и призёр первенств национального значения, участник летних Олимпийских игр в Мельбурне.
- Чатлош, Фердинанд (1895—1972) — военный деятель Словакии, министр обороны (1939—1944).